# ドマー語
ドマー語（ドマーご）はインド・ヨーロッパ語族インド・イラン語派ダルド語群シナー諸語に属する言語である。ドーム語、ドム語、ドーマ語、ドマ語、ドマ、ドマー、ドマーキとも呼ばれる。パキスタンのギルギット・バルティスタン州のナゲルとフンザ渓谷に話者が存在する。
ドマー語はドーム（複数形はドーマ）とよばれる民族の言語である。